# Julianna Rose Mauriello
Julianna Rose Mauriello (Irvington, Nueva York; 26 de mayo de 1991) es una exactriz, bailarina y terapeuta ocupacional estadounidense. Se hizo conocida a inicios de los años 2000 por su papel de Stephanie en las dos primeras temporadas de la serie infantil islandesa LazyTown.

## Biografía
Julianna representó a Stephanie en la serie infantil LazyTown en las dos primeras temporadas, lo que le reportó una nominación a los Premios Daytime Emmy Award en 2006 a la intérprete más destacada en una serie infantil (Outstanding Performer in a Children's Series). La serie se filmó en Islandia. En la tercera temporada no retomó papel de Stephanie debido a que ya estaba muy mayor para interpretar al personaje  
Aparte de LazyTown, Julianna también ha aparecido en varios musicales de Broadway, como Gypsy, junto con Bernadette Peters, o en A Tree Grows in Brooklyn. Su primera aparición en Broadway fue, durante la temporada de 2002-2003, en el musical Oklahoma!
Julianna es estudiante de honor de la Professional Performing Arts School (PPAS) de Nueva York. Ha aparecido en varios anuncios de televisión, tanto en persona como en voz en off. Ha dado clases de ballet, jazz, claque e irish stepdance. También práctica usualmente gimnasia. Habla islandés, gracias al rodaje de la serie Lazy Town en Islandia.
En 2006 Mauriello se interpretó a sí misma en la película (directamente para vídeo) Hip Hop Kids: Hip Hop Homeroom Math. En 2008 interpretó el personaje de Pyper, protagonista del cortometraje A Fix, y retomó el papel de Stephanie en la serie derivada de LazyTown LazyTown Extra.
En marzo de 2018, Julianna anunció públicamente en sus redes sociales que se tornó terapeuta ocupacional con un título de la Universidad de Columbia.